# Arum apulum
Arum apulum är en kallaväxtart som först beskrevs av Carano, och fick sitt nu gällande namn av Peter Charles Boyce. Arum apulum ingår i Munkhättesläktet och i familjen kallaväxter. Inga underarter finns listade.